# Johannes Lahusen
Johannes Lahusen (* 17. Juni 1884 in Bremen; † 7. Mai 1918 am Kemmelberg in Flandern) war ein deutscher Historiker und Archivar.

## Leben
Johannes Lahusen war der Sohn des Richters Diedrich Lahusen. Nach dem Besuch des Gymnasiums in Hamburg und Leipzig studierte er ab 1903 an den Universitäten Tübingen, Bonn und Freiburg Geschichte. Seit 1903 war er Mitglied der Studentenverbindung AV Igel Tübingen.  In Freiburg wurde er 1907 bei Georg von Below promoviert. 1907 bis 1909 verbrachte er am Institut für Österreichische Geschichtsforschung in Wien. Von 1909 bis 1913 war er wissenschaftlicher Hilfsarbeiter am Stadtarchiv Freiburg, wo er an der Edition der Freiburger Stadtrechte arbeitete. 1913 bis 1914 studierte er Jura an der Universität Leipzig und musste dann seinen Kriegsdienst im Ersten Weltkrieg antreten, in dem er als Kompanieführer fiel.

## Veröffentlichungen (Auswahl)
- Zur Entstehung der Verfassung bairisch-österreichischer Städte (= Abhandlungen zur mittleren und neueren Geschichte 5). W. Rothschild, Berlin, Leipzig 1908 (Digitalisat) (Dissertation).
- Die Siegel der Grafen von Freiburg. Wagner, Freiburg 1913.